# Dion (geslacht)
Dion is een geslacht van vlinders van de familie dikkopjes (Hesperiidae), uit de onderfamilie Hesperiinae.

## Soorten
- D. carmenta (Hewitson, 1870)
- D. gemmatus (Butler, 1872)
- D. meda (Hewitson, 1877)